# Ravensburg
Ravensburg – miasto powiatowe w Niemczech, w kraju związkowym Badenia-Wirtembergia, w rejencji Tybinga, siedziba regionu Bodensee-Oberschwaben, powiatu Ravensburg, oraz związku gmin Mittleres Schussental. Leży w krainie Górna Szwabia. W mieście ma swoją siedzibę firma wydawnicza, producent gier planszowych – Ravensburger. Znajduje się tam również fabryka wierteł udarowych SDS-plus i SDS-max "Hawera", która oprócz produktów marki Hawera produkuje również m.in. produkty marki Bosch.

## Transport
W mieście znajduje się stacja kolejowa Ravensburg.

## Sport
- Ravensburg Towerstars – klub hokeja na lodzie

## Galeria

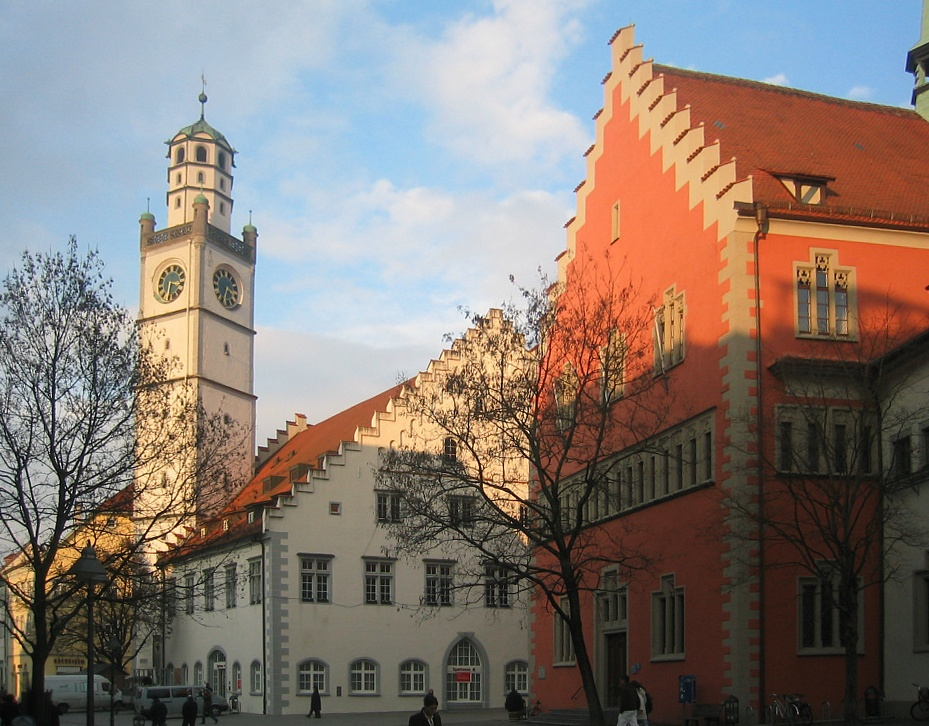
Blaserturm – baszta i ratusz na Placu Mariackim (Marienplatz)
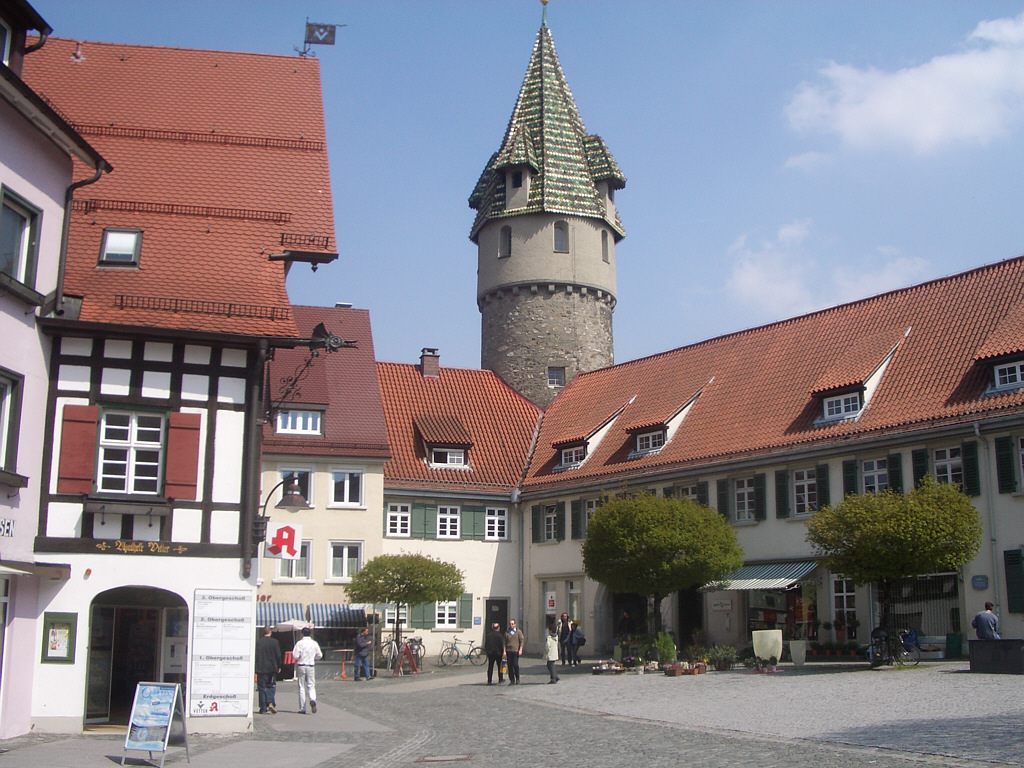
Zielona Baszta (Grüner Turm)
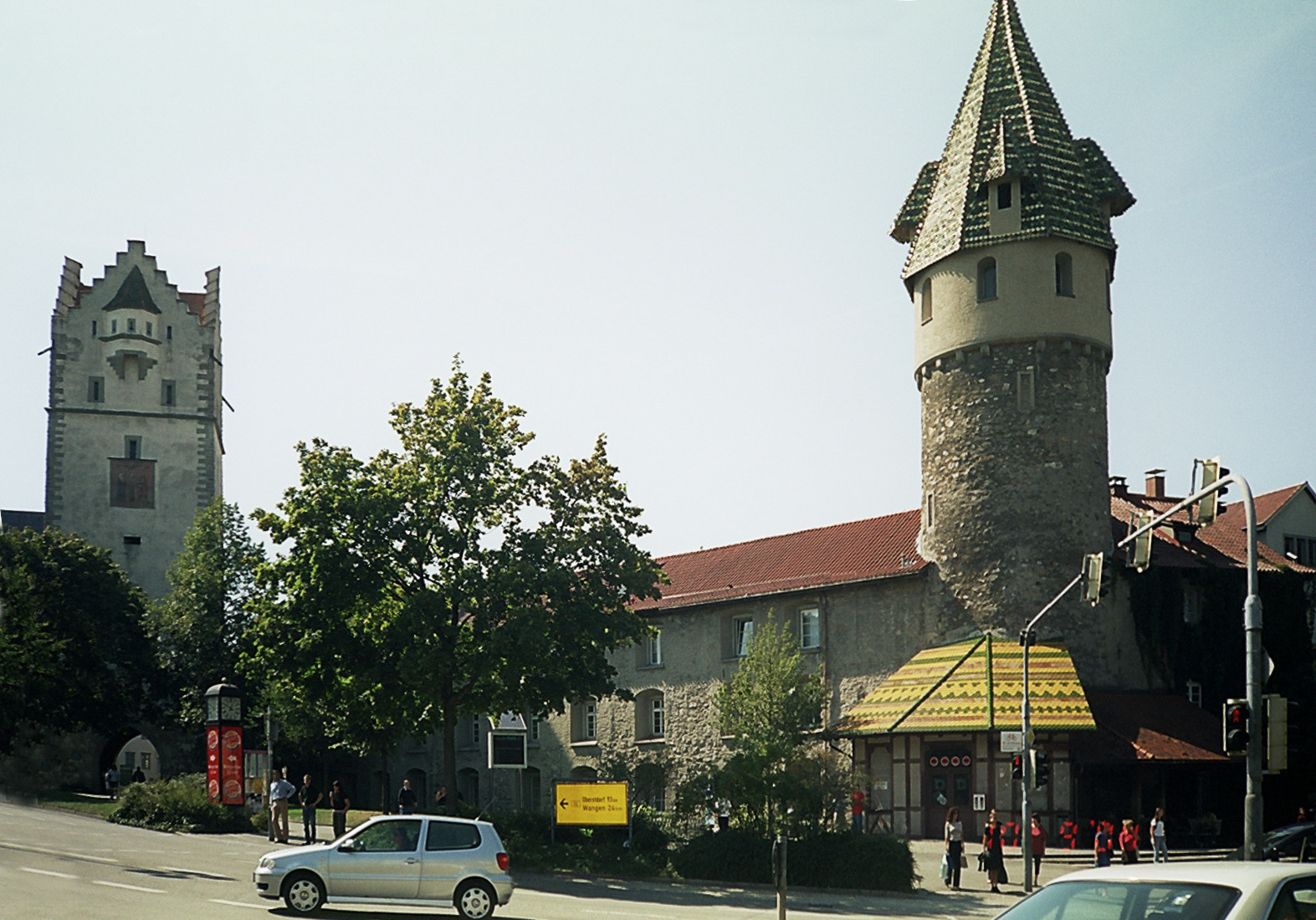
Zielona Baszta (z prawej) i Brama Kobiet (Frauentor)
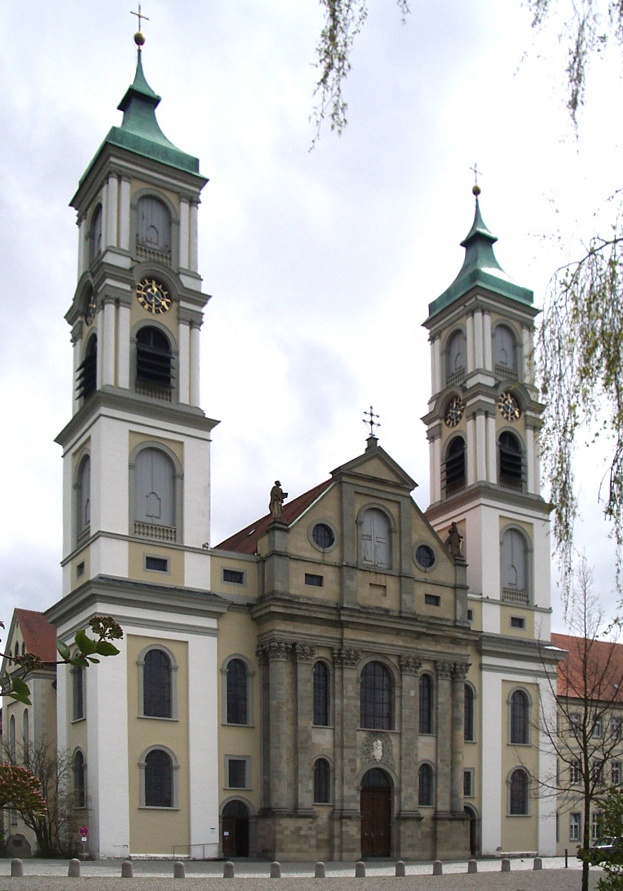
Kościół opactwa św. Piotra i Pawła (St. Peter und Paul) w Weißenau

## Współpraca
Miejscowości partnerskie:
- Brześć, Białoruś od 1989
- Buch-St. Magdalena, Austria (kontakty utrzymuje dzielnica Schmalegg)
- Coswig, Saksonia od 1990
- Hittisau, Austria (kontakty utrzymuje dzielnica Taldorf)
- Huehuetenango, Gwatemala od 1993
- Montélimar, Francja od 1964
- Rivoli, Włochy od 1983
- Rhondda Cynon Taf, (Walia) Wielka Brytania od 1993
- Varaždin, Chorwacja od 2002